# Coelichneumon afghanicus
Coelichneumon afghanicus är en stekelart som beskrevs av Heinrich 1957. Coelichneumon afghanicus ingår i släktet Coelichneumon och familjen brokparasitsteklar. Inga underarter finns listade i Catalogue of Life.